# Sara Seagerová
Sara Seagerová (* 21. července 1971 Toronto) je astronomka s kanadským a americkým občanstvím. Specializuje se na výzkum exoplanet.
Pochází z židovské rodiny. Její otec založil v Torontu kliniku na transplantaci vlasů.
Získala titul Bachelor of Science na Torontské univerzitě a Ph.D. na Harvardově univerzitě. Od roku 2007 přednáší na Massachusettském technologickém institutu a v roce 2010 získala profesuru. V roce 2013 získala MacArthur Fellowship, v roce 2015 byla přijata do Národní akademie věd Spojených států amerických a v roce 2018 do American Philosophical Society. Je po ní pojmenován asteroid (9279) Seager.
Za svoji práci o složení atmosféry exoplanet byla označena „Indiana Jones astrofyziky“. Vytvořila vlastní úpravu Drakeovy rovnice.
V roce 2020 získala Řád Kanady.